# Badanie ojcostwa

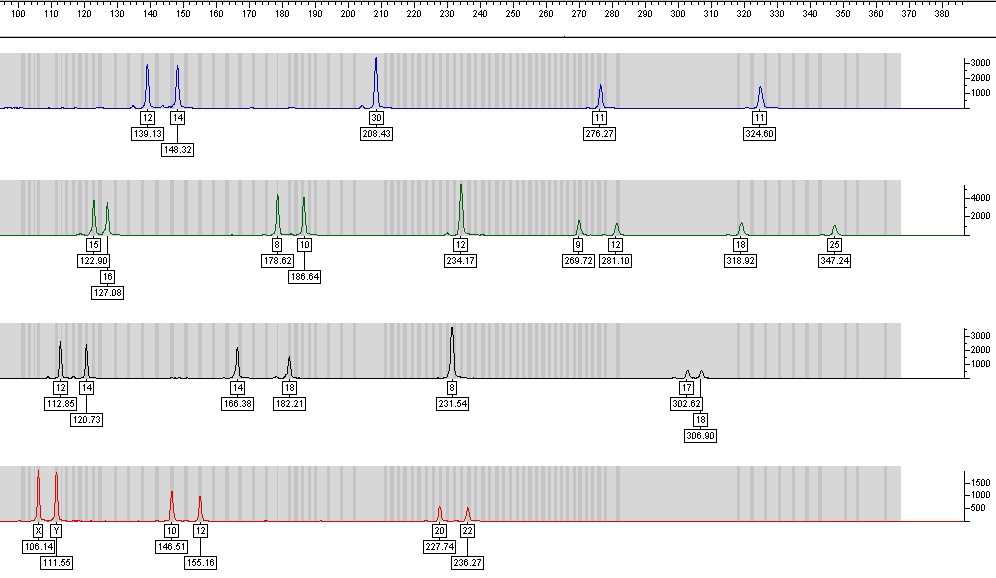
Przykładowy profil genetyczny, wykonany na podstawie analizy 16-układów typu STR

Badanie ojcostwa – postępowanie analityczne mające na celu potwierdzenie lub wykluczenie ojcostwa w linii domniemany ojciec – dziecko, wykorzystywane następnie dla celów prywatnych lub sądowych. Badanie ojcostwa obejmuje różne metody analizy pokrewieństwa, stosowane w:
- klasycznych zestawach testów na ojcostwo,
- sądowym ustalaniu obowiązku alimentacyjnego,
- w genetycznym typowaniu śladów biologicznych,
- identyfikacji osób zmarłych,
- sprawach o nabycie praw spadkowych po zmarłym,
- budowaniu genetycznego drzewa genealogicznego,
- wykreślaniu tablicy pokrewieństw,
- dowodzeniu pokrewieństwa w państwach, w których prawo imigracyjne zezwala na łączenie rodzin[3][4].

Genetyczne badanie ojcostwa znajduje szczególne zastosowanie w pracy policji, prokuratury oraz sądów, które traktują wyniki tych badań jako najbardziej obiektywny element dowodowy. Pierwszą technikę badania ojcostwa opublikowano w roku 1984 w Anglii. Opublikowana przez dr. Jeffreya metoda genotypowania została upowszechniona dopiero w 1987 przez laboratorium Imperial Chemical Industries (ICI), które to otworzyło pierwsze centrum badań ojcostwa w Anglii.

## Metody analizy pokrewieństwa

### Metody genetyczne – analizaDNA
Podstawą badań zmienności genetycznej a tym samym ustalania zgodności pokrewieństwa lub też jej braku jest polimorfizm DNA, a więc różnice osobnicze w sekwencji DNA między poszczególnymi osobami. Zmiany w DNA, których częstość występowania w populacji jest mniejsza niż 1%, nazywane są już mutacjami (nie polimorfizmem).

#### Rodzaje polimorfizmów DNA – podział według sekwencji polimorficznych
- polimorfizm SNP – najczęściej spotykany polimorfizm pojedynczego nukleotydu (ang. Single Nucleotide Polymorphism); drobne zmiany w badanej sekwencji typu: substytucja (podstawienie nukleotydu), delecja (usunięcie nukleotydu), insercja (wstawienie dodatkowego nukleotydu),
- polimorfizm minisatelitarny; 7–100 par zasad w powtórzeniu, 2-kilkaset powtórzeń w pojedynczym locus; Zalety: największa heterozygotyczność i wartości współczynników decydujących o przydatności tych polimorfizmów w badaniach sądowych; Wady: czasochłonne metody badań, wynik badania mocno uzależniony od doświadczenia laboranta[10],
- polimorfizm mikrosatelitarny; 1–6 par zasad w powtórzeniu; 5–100 powtórzeń, polimorfizm najczęściej wykorzystywany obecnie w badaniach ojcostwa, Zalety: pewne genotypowanie, porównywalne częstości alleli w populacji, szybka i zautomatyzowana metodyka badań uniezależniająca wynik badania od biegłości laboranta; łączna ocena 9–13 loci mikrosatelitarnych (zwykle bada się 15–16 loci) równoważy pewność uzyskiwanych wyników przy analizie 5–6 loci minisatelitarnych[5].

Szacuje się, że różnice w sekwencji DNA między ludźmi stanowią ok. 0,1–0,2% genomu, co odpowiada mniej więcej 10 milionom zmian (różnic) typu SNP. Zmiany SNP polegające na podstawieniu (substytucji) nukleotydów stanowią większość zmienności DNA między ludźmi, niemniej w badaniach pokrewieństwa wykorzystuje się również polimorfizmy polegające na występowaniu alleli o różnej liczbie występujących po sobie powtórzeń identycznej sekwencji (polimorfizm mini- oraz mikrosatelitarny). Rozdzielczość a tym samym dokładność i pewność dostępnych metod genetycznych jest różna i zależy zarówno od sumarycznej liczby badanych układów polimorficznych (miejsc na DNA, loci), jak również liczby i częstości występowania odmiennych wariantów alleli w populacji (np. Kaukaskiej) w poszczególnych układach. Upraszczając, dokładność metody jest wprost proporcjonalna do liczby badanych układów (loci) oraz liczby dostępnych w populacji alleli (wersji tego samego genu) obserwowanych u różnych ludzi w tych układach.

#### Analiza polimorfizmu – podział według liczby badanych miejsc (loci)
- Analiza jednopunktowa – SLP (ang. Single Locus Polymorphism) – ocena różnicy w miejscu/odcinku jednego locus, występującego na dwóch chromosomach homologicznych, po jednym pochodzącym od ojca i matki badanej osoby,
- Analiza wielopunktowa – MLP (ang. Multi Locus Polymorphism)[5].

#### Techniki analizy polimorfizmu genetycznego
- Technika analizy restrykcyjnej; rodzaj badanego polimorfizmu: sekwencje minisatelitarne, zastosowanie: badanie polimorficznych fragmentów DNA o dużym zróżnicowaniu wielkości (od 1 tysiąca do kilku tysięcy par zasad); analiza jednopunktowa – SLP[9],
- Technika hybrydyzacji; rodzaj badanego polimorfizmu: sekwencje minisatelitarne, zastosowanie: badanie polimorficznych fragmentów DNA o dużym zróżnicowaniu wielkości (od 1 tysiąca do kilku tysięcy par zasad), analiza jednopunktowa – SLP np. locus: D7S21, sonda MS31[5],
- Technika AmpFLP (ang. Amplification Length Polymorphism), polegająca na powieleniu polimorficznych fragmentów metodą PCR, rozdzieleniu ich na żelu poliakrylamidowym z drabiną alleli oraz wybarwieniu metodą srebrową; rodzaj badanego polimorfizmu: sekwencje minisatelitarne, zastosowanie: badanie polimorficznych fragmentów DNA o wielkości poniżej 1 tys. par zasad; analiza jednopunktowa – SLP, np.: locus D1S80,
- Technika hybrydyzacji produktów PCR z im mobilizowanymi sondami oligonukleotydowymi, specyficznymi dla poszczególnych alleli, np.: analizy genów struktury HLA DQalfa,
- Multipleksowa technika PCR – obecnie najczęściej stosowana technika w badaniach ojcostwa – obejmuje jednoczesną analizę kilku do kilkunastu loci sekwencji mikrosatelitarnych (zwykle 15–16 układów STR, o długości od 100–400 par zasad); metoda polega na jednoczesnym powieleniu polimorficznych fragmentów w jednej probówce PCR, rozdzieleniu ich na sekwenatorze (automatycznym sekwenserze) z drabiną alleli oraz porównaniu biostatystycznym uzyskanych wyników analizy wielopunktowej – MLP. Zasada rozdziału: droga migracji znakowanych fluorescencyjnie fragmentów DNA (alleli w układach STR) w trakcie elektroforezy (np. kapilarnej w sekwenatorze) o zadanych parametrach (napięcie, siła jonowa buforu, temperatura, usieciowanie żelu) jest odwrotnie proporcjonalna do logarytmu z wielkości (długości) rozdzielanych fragmentów (im dłuższy allel tym wolniej jest rozdzielany w żelu). Ustalanie wielkości fragmentów i numeryczne oznaczenie alleli poszczególnych układów STR wymaga użycia drabiny alleli – czyli wzorca z wszystkimi występującymi w populacji wariantami alleli, rozdzielanymi równocześnie z próbkami badanego ojcostwa.
- Technika mikromacierzy SNP – jednoczesna analiza kilku tysięcy loci typu SNP; technologia wysokorozdzielcza; z powodu wysokiego kosztu badań nie znajduje nadal powszechnego zastosowania,
- Sekwencjonowanie genomowe – odczyt całej sekwencji DNA człowieka, w tym wszystkich możliwych polimorfizmów i mutacji; technologia najbardziej dokładna, niemniej niedostępna jeszcze dla badań rutynowych z powodu wysokiego kosztu analiz (kilkadziesiąt -kilkaset tysięcy PLN/próbkę);

#### Typy analizowanego polimorfizmu genetycznego

##### Analiza polimorfizmu typu SNP
SNP stanowią ok. 90% całej zmienności występującej w ludzkim genomie (ok. 3 mld nukleotydów) i występują co ok. 100–300 nukleotydów.
W przypadku polimorfizmu SNP, mimo możliwości badania ogromnej ilości zmiennych miejsc (loci) typu SNP na genomowym DNA (ok. 10 milionów), maksymalna liczba dostępnych alleli dla pojedynczego miejsca to zaledwie 4, co w uproszczeniu odpowiada możliwości substytucji tylko jednego z czterech nukleotydów A, G, C lub T. Niski współczynnik dyskryminacji metod opartych na badaniach SNP można jednak będzie w przyszłości istotnie poprawić wraz z rozwojem technologii analitycznych, rekompensujących małą zmienność alleli SNP (A, G, C, T) możliwością oznaczania większej liczby badanych loci (ok. kilkudziesięciu), przy zachowaniu niskiej ceny badania. SNP przewyższa inne typy polimorfizmów możliwością wykazywania podstruktur populacyjnych zarówno w badaniach sądowych, jak i genealogicznych. Niestety koszty tego typu badań na podniesionym poziomie rozdzielczości (np. mikromacierze SNP, DNA-chip) są nadal wysokie, co ogranicza ich powszechne zastosowanie.

##### Analiza mirkosatelitarnych układów STR chromosomów somatycznych
Najbardziej rozpowszechnione są obecnie metody oparte na analizie układów STR (sekwencji mikrosatelitarnych)- innego typu polimorfizu, polegającego na występowaniu w populacji alleli o zmiennej liczbie (5–100) powtórzeń tandemowych zbudowanych od 1 do 6 nukleotydów (np. (CATG)n lub (CA)n), rozłożonych równomiernie co 6–10 tys. par zasad. Różne allele układów STR występują zwykle w populacji w liczbie od kilku do kilkunastu, co znacznie zwiększa zdolności rozdzielczą tych metod w porównaniu z analizą zmienności SNP, przy badaniu tej samej liczby układów (loci). W genomie człowieka znajduje się ok. 100 tys. loci z tym typem sekwencji, w większości specyficznych dla człowieka i zlokalizowanych najczęściej w sekwencjach flankujących geny oraz intronach (obszarach niekodujących). W badaniach ojcostwa wykorzystuje się wybrane sekwencje mikrosatelitarne, które charakteryzuje duża liczba alleli w populacji (wysoki współczynnik dyskryminacji) oraz stosunkowo mała długość całkowita (100–400 par zasad). Technologie analizy układów STR umożliwiają obecnie badanie 15–16 loci występujących na chromosomach somatycznych (nie płciowych) oraz markera płci (amelogeniny) w jednej reakcji multipleksowego PCR, co umożliwia uzyskanie wyniku wykluczenia ojcostwa ze 100% pewnością lub potwierdzenie ojcostwa z co najmniej 99,999% pewnością. Proces technologiczny obejmuje zwykle: 1) pobranie materiału biologicznego (najczęściej wymazu z jamy ustnej), 2) izolację i oczyszczanie DNA, 3) amplifikację (powielenie) układów STR na matrycy wyizolowanego DNA (zwielokrotnienie liczby kopii wybranych fragmentów DNA z 1 do ok. biliona), 4) rozdział wyznakowanych fluorescencyjnie fragmentów DNA (STR) na sekwenatorze (zwykle kapilarnym), 5) analiza porównawcza uzyskanych profili DNA, 6)analiza statystyczna, 7) wydanie ekspertyzy.

##### Analiza mikrosatelitarnych układów STR chromosomu Y
Badanie ojcostwa z wykorzystaniem układów STR chromosomu Y jest bardzo podobne do powyżej przedstawionej technologii oznaczania alleli STR chromosomów somatycznych, różnica polega jednak na amplifikacji różnych układów (zwykle 17-loci), występujących wyłącznie na chromosomie Y męskiego DNA. Technologia ta ma szczególne zastosowanie w badaniu pokrewieństwa w linii męskiej (np. dziadka i wnuka lub braci), jak również kryminalistyce (w oskarżeniach o gwałt) w tym w wykrywaniu śladów spermy i ustalaniu męskiego profilu DNA w wymazach z pochwy, gdzie dominuje DNA żeńskie (nie posiadające chromosomy Y). Z drugiej strony, genotypowanie układów STR chromosomu Y wykorzystywane jest w „testach zdrady” kobiet, gdzie obecność chromosomu Y na bieliźnie damskiej może wskazywać na współżycie kobiety z osobą trzecią, zwykle mężczyzną innym niż małżonek. Niemniej w tego typu badaniach wykonuje się dodatkowe analizy w tym biochemiczne testy na spermę i porównuje profile STR chromosomu Y (np. profil męża i profil innego mężczyzny oznaczonego na podstawie mikrośladu zdjętego z bielizny kobiety). Układy STR chromosomu Y wykorzystywane są również powszechnie do budowania genetycznych drzew genealogicznych w linii męskiej, uzupełniając tym samym możliwości wyznaczania genealogii rodzin w linii żeńskiej na podstawie analizy mitochondrialnego DNA.

##### Analiza mikrosatelitarnych układów STR chromosomu X
Badanie pokrewieństwa z wykorzystaniem układów STR chromosomu X jest również podobne do technologii oznaczania alleli STR chromosomów somatycznych, różnica jednak polega na amplifikacji różnych układów (zwykle 17-loci), występujących wyłącznie na chromosomie płciowym X. Technologia ta znajduje zastosowanie w ustalaniu pokrewieństwa między domniemanym ojcem i córką (jeśli nie ma możliwości zbadania wystarczającej liczby układów somatycznych), badaniu pokrewieństwa między rodzeństwem: mężczyzną i kobietą (wspólny chromosom X), nieżyjącym ojcem a żyjącą córką na podstawie DNA żyjących sióstr zmarłego ojca, w układach wielopokoleniowych, jak również w kryminalistyce.

##### Analiza polimorfizmu sekwencji minisatelitarnych
Metoda polega na jednoczesnym badaniu fragmentów nadzmiennych regionów minisatelitarnych DNA, pochodzących z różnych miejsc różnych chromosomów, co nazwane zostało analizą wielopunktową polimorfizmu MLP (ang. Multi Locus Polymorphism) lub typu odcisku palca (ang. DNA fingerprint) w związku z otrzymywaniem unikatowego wzoru fragmentów DNA, porównywanym z indywidualnym wzorem linii papilarnych). Szacuje się, że w genomie występuje ok. kilku tysięcy loci zawierających sekwencje minisatelitarne, skumulowane głównie w telomerowych regionach chromosomów, zawierające od 7–100 par zasad w jednym powtórzeniu i ok. 2- do kilkuset uporządkowanych kolejno powtórzeń w jednym loci. Poziom mutacji w sekwencjach mini satelitarnych jest bardzo wysoki i wynosi ok. 5% dla locus D1S7. Wymienione locus charakteryzuje się pulą ok. 2400 różnych alleli i wysokim stopniem heterozygotyczności (99%) w populacji. Metoda opublikowana została w 1985r przez Jeffreysa, który stosując tylko jedną sondę molekularną, uzyskał hybrydyzacje z kilkudziesięcioma fragmentami restrykcyjnymi różnej wielkości.

##### Analiza polimorfizmu długości fragmentów restrykcyjnych (RFLP)
Najstarsza ze stosowanych w medycynie sądowej metod identyfikacji oraz badania pokrewieństwa. Pierwszy wieloalleliczny układ polimorficzny oznaczony tą metodą opisał Wyman i White w 1980 r. Badanie wykonuje się techniką hybrydyzacji, co wymaga dużych ilości DNA (ok. 2–4ug) niezdegradowanych cząsteczek DNA, co znacznie ograniczyło użyteczność tej metody w badaniu mikrośladów kryminalistycznych.

##### Analiza polimorfizmu mitochondrialnego DNA (mtDNA)
Badanie pokrewieństwa z wykorzystaniem analizy sekwencyjnej mitochondrialnego DNA (mtDNA) polega na oznaczaniu polimorfizmów typu SNP w wysoce-zmiennych, niekodujących sekwencjach HVI oraz HVII. Technologia ta znajduje zastosowanie w ustalaniu pokrewieństwa w linii żeńskiej (babka-matka-córka) oraz budowaniu drzew genealogicznych na podstawie dostępnych baz sekwencji mtDNA i wykrytej zmienności mtDNA badanej osoby. Mitochondrialny DNA, dziedziczony jest z pokolenia na pokolenie w linii żeńskiej (syn dziedziczy mtDNA matki, ale nie przekazuje go dalej swoim potomkom. Zarówno chromosom Y, jak i mtDNA na przestrzeni wieków zmieniały się (mutowały): 1) wystarczająco powoli by zachować cechy charakterystyczne dla poszczególnych grup populacji odseparowanych od siebie przestrzennie przez kontynenty języki i zwyczaje, ale jednocześnie 2) wystarczająco szybko by móc ustalić pokrewieństwo współczesne między poszczególnymi osobami.
W badaniach sądowych, z powodu niskiego współczynnika dyskryminacji loci SNP, mitochondrialny DNA wykorzystywany jest do identyfikacji genetycznej tylko w przypadku niewystarczającej ilości DNA genomowego (gDNA), zwłaszcza gdy doszło do widocznego zdegradowania materiału biologicznego. Liczba kopii poszczególnych układów STR w pojedynczej komórce wynosi 2 i odpowiada parze chromosomów, po jednym od ojca i matki, podczas gdy liczba kolistych cząsteczek mitochondrialnego DNA może dochodzić w pojedynczej komórce do kilku tysięcy. Fakt przewagi liczebnej kopii mtDNA nad gDNA w jednej komórce decyduje o wykorzystaniu mitochondrialnego DNA, wtedy gdy genomowe DNA zostało zniszczone. Prawdopodobieństwo pozostania nienaruszonych kopii mtDNA w porównaniu z gDNA w zdegradowanym materiale biologicznym jest zatem wielokrotnie wyższe, co umożliwia wykonanie identyfikacji tam, gdzie standardowe metody analizy na genomowych układach STR nie odniosą skutku.

##### Analiza polimorfizmu antygenowego krwinek czerwonych
ABO, RH, MNSs, FY, JK, Kell, LU, P – metody historyczne (koniec lat osiemdziesiątych ubiegłego wieku), rzadko obecnie wykorzystywane,

##### Analiza antygenów zgodności tkankowej HLA
– historyczna metoda, rzadko obecnie wykorzystywana do ustalania pokrewieństwa, chociaż nadal stosowana w badaniach zgodności tkankowej w transplantologii,

##### Analiza polimorfizmu genów białek surowicy
C3, PLG, GM, KM, HP, GC, TF, BF, PI, 2HS, ORM, F13A, F13B – metody historyczne, rzadko obecnie wykorzystywane,

##### Analiza układów grupowych enzymów erytrocytarnych
AK, ACP, ESD, GPT, GLO, ADA, PGM, PGP, 6-PGD – metody historyczne, rzadko obecnie wykorzystywane,

#### Metody biochemiczne/immunochemiczne
Metody biochemiczne w badaniach pokrewieństwa stanowią jedynie metody pomocnicze, zwłaszcza w przypadku braku możliwości pobrania wystarczającej ilości DNA. Historycznie, jedną z takich metod było szacowanie możliwości wykluczenia ojcostwa na podstawie grup ABO krwi. Przykładem takiego wykluczenia mógł być pozwany domniemany ojciec z grupą krwi AB, dziecko z grupą 0 i matka z grupą 0. Testy biochemiczne mają jednak obecnie duże znaczenie w badaniach kryminalistycznych, w których zachodzi konieczność wykrywania spermy, śliny, krwi lub moczu na różnych materiałach dowodowych.

#### Badanie ojcostwa metodą dowodzenia faktów historycznych przed sądem
Matka dziecka, po pozwaniu domniemanego ojca zobowiązana jest do przedstawienia faktów, które uprawdopodobniają ojcostwo wskazanego przez nią mężczyzny. Domniemany ojciec, jeśli nie uznaje powództwa za wiarygodne musi wykazać przed sądem, że „niepodobieństwem jest, aby mógł być ojcem tego dziecka”. Sąd wydaje następnie orzeczenie, na podstawie ustawy, Kodeksu rodzinnego i opiekuńczego, uchwalonego w 1964 r. i znowelizowanego w 1975 r. (szczegółowe informacje poniżej, w podrozdziale „orzeczenie sądowe” działu „aspekty prawne”).

#### Metody badań dokumentacji historycznej
W niektórych przypadkach badań ojcostwa i pokrewieństwa nie ma możliwości pobrania materiału genetycznego np. z powodu braku śladów biologicznych osób zmarłych w odległym czasie. W takich przypadkach zachodzi konieczność przeprowadzenia badań dokumentacji historycznej na podstawie założonych hipotez i dostępnych materiałów (np. ksiąg parafialnych, dokumentacji organów samorządowych itp.). Należy pamiętać jednak, że dokumentacja historyczna nie stanowi jednoznacznego dowodu, potwierdzającego lub wykluczającego badane pokrewieństwo, może jednak uwiarygodnić założone hipotezy i uzupełnić inne, bardziej bezpośrednie metody badań.

## Pobierany materiał biologiczny

### Badanie ojcostwa osób żyjących
Klasyczne badanie ojcostwa na podstawie materiału biologicznego osób żyjących polega zwykle na bezinwazyjnym i bezbolesnym pobraniu wymazu nabłonkowych komórek jądrzastych z podpoliczkowej części jamy ustnej. Z powodu łatwej degradacji DNA w wilgotnym środowisku, wymaz pobierany jest zwykle na jałową wymazówkę bawełnianą, po czym suszony jest na powietrzu przez kilkanaście minut i transportowany w papierowej kopercie osuszającej, w której może być przechowywany przez wiele tygodni. W niektórych laboratoriach stosujących starsze metody badań pobierana jest nadal krew, niemniej DNA zawarte w wymazie złuszczonych komórek nabłonka policzków nie różni się niczym od DNA krwi, więc obecnie odchodzi się od stosowania metod inwazyjnych (pobierania krwi) do badań ojcostwa.

### Badanie ojcostwa w ciąży
W uzasadnionych przypadkach, badanie ojcostwa można wykonać również przed narodzeniem dziecka na podstawie pobranego uprzednio płynu owodniowego, pozyskanego w trakcie zabiegu amniopunkcji, czyli nakłucia przez powłoki brzuszne matki, wykonanego w uprawnionych gabinetach medycznych. Taki płyn owodniowy zawiera złuszczone komórki płodu zawierające jego DNA, niemniej należy pamiętać, że zabieg ten wiąże się z ok. 1% ryzykiem poronienia płodu, więc zwykle badanie ojcostwa w takim przypadku wykonuje się przy okazji innych badań medycznych, wymagających pobrania płynu owodniowego. Istnieją również mniej inwazyjne metody prototypowe w tym technika sortowania erytroblastów płodowych bezpośrednio z krwi obwodowej matki. Komórki płodu przedostają się przez barierę łożysko-krew matki, stąd metoda, o której mowa, oparta została na technikach immuno-magnetycznego sortowania tych komórek. Badania te jednak są niepowtarzalne i trudne do wykonania, co sprawia, że obecnie nie są jeszcze stosowane rutynowo.

### Badanie ojcostwa osób zmarłych
W uzasadnionych przypadkach, badanie ojcostwa osób zmarłych może być wykonane na podstawie sądowego zlecenia zawierającego pozwolenie na ekshumację zwłok, z których laboratorium pobiera próbki (zwykle kości) i na ich podstawie prowadzi dalsze analizy porównawcze. Innym, prostszym, lecz pośrednim sposobem na przeprowadzenie takiego badania jest zebranie śladów z przedmiotów, które należały do osoby, której DNA nie można inaczej pozyskać tj.: szczoteczka do zębów, bielizna, nieprana koszula, gdzie na kołnierzyku często przez wiele lat zachowuje się DNA, lub inne rzeczy osobistego użytku. Trzecią możliwością jest wykonanie badań pośrednich metodą analizy somatycznych układów STR, na podstawie próbek uzyskanych od krewnych: matki, dziecka i dziadków ze strony ojca lub alternatywnie niezależnej analizy kilkunastu układów STR chromosomu Y lub chromosomu X materiału biologicznego pozyskanego od żyjącego rodzeństwa zmarłego, domniemanego ojca.

## Aspekty prawne

### Badanie ojcostwa dla celów sądowych
Jednym z głównych dowodów w procesie ustalania ojcostwa jest ekspertyza z badań genetycznych i mimo że stanowi ona dowód pomocniczy, to jednak ze względu na obiektywizm i pewność wnioskowania na podstawie badań genetycznych, ekspertyzy te stanowią podstawę wyroków sądowych. Sąd lub prokurator, na wniosek stron procesowych, zleca specjalistycznym laboratoriom wykonanie badań genetycznych w celu ustalenia ojcostwa. Zlecenie sądowe wymaga protokolarnego pobierania DNA, polegającego zwykle na bezinwazyjnym i bezbolesnym pobraniu wymazu nabłonkowych komórek jądrzastych z podpoliczkowej części jamy ustnej. W niektórych laboratoriach stosujących starsze metody badań pobierana jest krew, niemniej DNA zawarte w wymazie złuszczonych komórek nabłonka policzków nie różni się niczym od DNA krwi, więc stosowanie metod inwazyjnych (pobierania krwi) do badań ojcostwa jest całkowicie bezzasadne, zwłaszcza w kontekście badań małych dzieci. Pobranie polegające na sporządzeniu protokołu pobrania DNA, po uprzednim wylegitymowaniu osób, od których pobiera się materiał biologiczny, wykonuje uprawniona osoba w obecności co najmniej dwóch świadków (sąd wymaga potwierdzenia obecności przy pobraniu bezstronnych osób, którymi zwykle są pracownicy laboratorium).

### Badanie ojcostwa dla celów prywatnych
Badanie pokrewieństwa między ojcem i dzieckiem może być wykonane również na zlecenie prywatne z protokolarnym pobraniem materiału biologicznego (respektowanym zwykle przez sądy jako podstawa do wszczęcia postępowania sądowego), lub na zlecenie prywatne bez pobrania protokolarnego, polegające na analizie dostarczonych przez klienta próbek (taka forma ekspertyzy nie jest uznawana przez sądy). Próbki zawierające dane osobowe porównywane są następnie genetycznie w celu wykonania jednoznacznej ekspertyzy potwierdzającej lub wykluczającej ojcostwo między konkretnymi osobami. W tego typu badaniach pamiętać należy jednak, że na badanie dziecka, w tym pobranie materiału biologicznego, muszą wyrazić pisemną zgodę wszyscy prawni opiekunowie dziecka (zwykle matka i domniemany ojciec). Jeśli jeden z opiekunów nie wyraża zgody na badanie ojcostwa, jedyną drogą jego uzyskania jest postępowanie sądowe i wykonanie badania na zlecenie sądu.

### Anonimowe badanie ojcostwa
W niektórych przypadkach, zwykle ze względów społecznych, zastrzeżeń rodziny lub skrępowania wstydem wykonywania takich badań, zainteresowane osoby decydują się na przeprowadzenia anonimowych badań ojcostwa. Procedury postępowania są podobne jak w przypadku innych „wstydliwych” badań genetycznych takich jak testy w kierunku HIV, HCV czy HBV, gdzie w formularzu zamówienia – badania ojcostwa, można podać wymyślony „Nick”, tak że laboratorium wykonujące takie badania, nie znając danych personalnych klienta, wykonuje naukową analizę porównawczą dwóch dostarczonych próbek śladów (nie porównuje osób z imienia i nazwiska – tylko dostarczone próbki). Anonimowość zachowywana jest od chwili kontaktu z laboratorium, gdzie klient może zamówić zestaw do pobierania DNA, bezpośrednio w laboratorium, w punkcie pobrań DNA, aptece lub poprosić o przesłanie na poste-restante (zestaw nie przychodzi wówczas do domu zainteresowanego). Zestaw do pobierania DNA zawiera zwykle wszystkie konieczne elementy, potrzebne do samodzielnego pobrania i zabezpieczenia materiału, w tym proste wymazówki bawełniane, jak również wysuszającą kopertę zwrotną, w której pobrany materiał dostarczany jest do laboratorium. W ramach anonimowego badania ojcostwa możliwa jest również analiza mikrośladu, czyli materiału genetycznego pozyskanego np. z paznokci, włosów, a także z różnych przedmiotów codziennego użytku, takich jak smoczek, szczoteczka do zębów, guma do życia czy używana chusteczka higieniczna.
Należy pamiętać jednak, że za dostarczony materiał i jego źródło odpowiada wyłącznie klient, stąd powinien zapoznać się z aktualnymi regulacjami prawnymi dotyczącymi pobierania materiału biologicznego. Wynik wydawany jest zwykle w sposób uzgodniony wcześniej ze zleceniodawcą w formie pisemnej lub elektronicznej, przy zachowaniu bezpieczeństwa danych, zabezpieczanych hasłem znanym jedynie klientowi. Pomimo że takie badania nie mogą stanowić dowodu w sądzie z oczywistych względów (brak niezależnych świadków pobrania materiału), często wynik analizy i wiedza na temat istnienia lub braku pokrewieństwa rozładowują gromadzone przez lata negatywne emocje związane z niepewnością w kwestii ojcostwa. Z drugiej strony, otrzymywany wynik może stanowić również podstawę do wystąpienia na drogę sądową o przeprowadzenie już protokolarnego pobrania materiału biologicznego i wykonania badań ojcostwa dla celów sądowych.

### Orzeczenie sądowe
Ustawodawstwo w Polsce przewiduje możliwość ustalenia ojcostwa w formie orzeczenia sądowego bądź uznania ojcostwa przed kierownikiem urzędu stanu cywilnego. Problem spornego ojcostwa pojawia się z chwilą, gdy mężczyzna wskazany przez matkę nie uznaje swego ojcostwa. Kwestię orzeczenia sądowego reguluje ustawa Kodeks rodzinny i opiekuńczy, uchwalona w 1964 roku (z licznymi nowelizacjami). Art. 72 wyżej wymienionej ustawy stwierdza, że „Jeżeli nie zachodzi domniemanie, że ojcem dziecka jest mąż jego matki, albo gdy domniemanie takie zostało obalone, ustalenie ojcostwa może nastąpić albo przez uznanie ojcostwa, albo na mocy orzeczenia sądu”. Istnieją dwie odmienne sytuacje prawne, w zależności od tego, czy dziecko urodziło się w związku małżeńskim, czy też poza nim.

#### Orzeczenie sądowe ojcostwa w związku małżeńskim
W związku małżeńskim ustalenie ojcostwa następuje na zasadzie domniemania, że ojcem dziecka jest mąż jego matki, zgodnie z artykułem 62 ustawy, gdzie zapisano, że: „jeżeli dziecko urodziło się w trakcie trwania małżeństwa albo przed upływem trzystu dni od jego ustania lub unieważnienia, domniemywa się, że pochodzi ono od męża matki. Domniemania tego nie stosuje się, jeżeli dziecko urodziło się po upływie trzystu dni od orzeczenia separacji”.
Matce dziecka przysługuje uprawnienie do wytoczenia powództwa o zaprzeczenie ojcostwa swego męża w ciągu sześciu miesięcy od urodzenia dziecka, zaś mężowi matki – w ciągu sześciu miesięcy od dnia, w którym dowiedział się o urodzeniu dziecka przez żonę, nie później niż do osiągnięcia przez dziecko pełnoletności. Do zaprzeczenia ojcostwa konieczne jest wykazanie, że mąż matki nie jest ojcem dziecka.
Jeśli dziecko urodziło się w trakcie małżeństwa, ale nie pochodzi od męża matki, zaś ojciec biologiczny pragnie ustalenia swego ojcostwa, konieczne jest uprzednie zaprzeczenie ojcostwa męża matki (powództwa takiego nie może wnieść ojciec biologiczny), a dopiero potem ustalenie ojcostwa w drodze uznania bądź sądowego ustalenia ojcostwa.

#### Orzeczenie sądowe ojcostwa poza związkiem małżeńskim
Ustalenie ojcostwa dziecka urodzonego poza związkiem małżeńskim może być dokonane przez uznanie ojcostwa dobrowolnie (nadaje mu się wówczas nazwisko wskazane w zgodnych oświadczeniach rodziców – art. 89 § 1 Kodeksu rodzinnego i opiekuńczego) lub na podstawie orzeczenia sądowego. Prawo składania pozwu o ustalenie ojcostwa przysługuje wyłącznie matce, samemu dziecku (jeśli jest pełnoletnie), domniemanemu ojcu i prokuratorowi oraz Rzecznikowi Praw Obywatelskich, a także Rzecznikowi Praw Dziecka. Zgodnie z artykułem 85 ustawy, „domniemywa się, że ojcem dziecka jest ten, kto obcował z matką dziecka nie dawniej niż w trzechsetnym, a nie później niż sto osiemdziesiątym pierwszym dniu przed urodzeniem się dziecka albo ten, kto był dawcą komórki rozrodczej w przypadku dziecka urodzonego w wyniku dawstwa partnerskiego w procedurze medycznie wspomaganej prokreacji”. Jedno postępowanie sądowe dotyczy wyłącznie jednego domniemanego ojca. Osoba żądająca ustalenia ojcostwa musi przedstawić fakty, które uprawdopodobniają ojcostwo wskazanego mężczyzny. W razie „nieprzyznawania się” do ojcostwa bądź zaprzeczenia przez matkę ojcostwa mężczyzny, który żąda ustalenia swego ojcostwa, sąd zwykle przychyla się do prośby wykonania badań genetycznych.

#### Koszty sądowe
W przypadku wykazania potwierdzenia ojcostwa, koszty ekspertyzy protokolarnego badania ojcostwa ponosi zwykle strona pozwana, w pozostałych przypadkach sąd, prokuratura lub strona powodowa.

#### Biegli sądowi
Badanie ojcostwa wykonuje biegły sądowy w zakresie identyfikacji genetycznej i biochemicznej, na zlecenie sądu lub osoby prywatnej w procedurze protokolarnego badania ojcostwa dla celów sądowych. Materiał pobierany jest przez osobę uprawnioną np. pielęgniarkę, lekarza, pracownika laboratorium (niekoniecznie biegłego sądowego). W trudnych przypadkach (np. dwóch domniemanych ojców będących biologicznymi braćmi) sąd może powołać na rozprawę biegłego do wystawienia opinii w sprawie. Biegli sądowi powoływani są zwykle przez sądy okręgowe, które prowadzą listę biegłych, niemniej powstał projekt ustawy o biegłych sądowych, która ma regulować i porządkować kwestie biegłych w skali całego kraju

## Ekspertyzy kryminalistyczne
Opiniowanie potwierdzenia ojcostwa oparte jest na rachunku prawdopodobieństwa, stąd nie pozwala na jednoznaczne stwierdzenie ojcostwa (fakt ten estymuje się zwykle na podstawie wyliczeń ok. 99,9999% prawdopodobieństwa ojcostwa, co zależy od liczby badanych loci oraz ich współczynników dyskryminacji). W przypadku jednak braku segregacji cech między dzieckiem a domniemanym ojcem – wydawana jest jednoznaczna opinia, że nie jest on biologicznym ojcem.

### Biostatystyka
Potwierdzenie lub wykluczenie ojcostwa, w zależności od zastosowanej metody, ustala się na podstawie obliczeń: 1) współczynnika dyskryminacji, 2) teoretycznej szansy wykluczenia ojcostwa, 3) średniego współczynnika ojcostwa.
- Współczynnik dyskryminacji (ang. Power of Discrimination, PD) – określa prawdopodobieństwo zróżnicowania dwóch niespokrewnionych osób w populacji na podstawie badań polimorficznego locus,
- Teoretyczna szansa wykluczenia ojcostwa (ang. Power of exclusion, PE) określa prawdopodobieństwo wykluczenia nisłusznie pozwanego mężczyzny na podstawie wyników badań,
- Średni współczynnik ojcostwa (ang. mean paternity index, MPI) określa średnią wartość współczynnika ojcostwa, jaką można uzyskać, badając określony układ w grupie kilku domniemanych ojców. Współczynnik ojcostwa decyduje o prawdopodobieństwie ojcostwa[9][20].

W przypadku wyników wykluczających ojcostwo zostaje zaprzeczone jednoznacznie (w 100%). Bez udziału matki, test cechuje nieco niższa pewnością wyniku na poziomie ok. 99,95% prawdopodobieństwa dla potwierdzenia ojcostwa, lecz podobnie – 100% w przypadku zaprzeczenia ojcostwa.

## Banki profili genetycznych
Większość najczęściej stosowanych w badaniu ojcostwa układów STR to układy, które wchodzą w skład genetycznych profili osobniczych oznaczanych w USA w systemie CODIS oraz w Europie – system ENFSI. W Polsce nie istnieje zintegrowany system gromadzenia profili genetycznych, jak również brak jest formalno-prawnych rozwiązań, odnoszących się do sposobów prowadzenia badania ojcostwa i pokrewieństwa. Stąd, polskie standardy pracy w tym zakresie opierają się głównie o wytyczne systemu ENFSI oraz CODIS. Międzynarodowa nomenklatura liczbowa alleli (numerycznie oznaczonych alleli) mini- i mikrosatelitarnych odzwierciedla liczbę powtórzeń sekwencji tandemowej oraz ich wielkość (długość).

### System CODIS
Od 1990 w USA rozpoczęto budowanie bazy profili genetycznych, które od 1993 r. w ramach systemu CODIS (ang. Combined DNA index system) obejmują 13 układów STR oraz amelogeniny (markera płci):
- CSF1PO
- D3S1358
- D5s818
- D7s820
- D8S1179
- D13s317
- D16s539
- D18s51
- D21s11
- FGA
- THO1
- TPOX
- vWA
- Amelogenina.

### Europejski system organizacji ENFSI
W Europie, w ramach organizacji ENFSI (ang. European Network of Forensic Science Institutes DNA Working Group) budowana jest baza profili obejmujących 8 markerów STR, z których 7 pokrywa się z bazą CODIS.

### Brytyjski system organizacji FSS
W Wielkiej Brytanii, od 1994 r. organizacja FSS (ang. Forensic Science Service) tworzy na bazie TGM (ang. Third Generation Multiplex) tworzy niezależną bazę danych profili genetycznych zbudowaną z 7 układów STR, z których tylko 1 pokrywa się z systemem CODIS, natomiast 2 układy z europejskim systemem ENFSI.

### Bazy polimorfizmów mitochondrialnego DNA
Wiele prywatnych i publicznych jednostek na całym świecie gromadzi dane dotyczące profili genetycznych mtDNA, determinowanych zmiennością typu SNP. Zgromadzone dane, umożliwiając porównanie profilu badanej osoby z innymi profilami dostępnymi w bazie, znajdują powszechne zastosowanie w genealogii w linii żeńskiej.

### Bazy polimorfizmów STR chromosomu Y
Dane dotyczą profili genetycznych opartych na układach typu STR, występujące na chromosomie Y. Zgromadzone dane umożliwiają porównanie profilu badanej osoby z innymi profilami dostępnymi w bazie, znajdując tym samym zastosowanie w genealogii w linii męskiej.

### Prawo wobec tworzenia baz profili DNA
W większości krajów gromadzenie danych bez wiedzy i zgody osób badanych jest zabronione, co wynika z Deklaracji Praw Człowieka. Stąd publiczne bazy danych tworzone są zwykle na podstawie profili genetycznych osób skazanych lub oskarżonych o dokonanie przestępstwa. W Polsce istnieją przepisy ograniczające zbieranie danych osobowych, co nie dotyczy jednak bezpośrednio cech genetycznych, identyfikujących daną osobę.

## Wiarygodność laboratoriów badawczych
Certyfikacja laboratoriów wykonujących badania ojcostwa realizowana jest w oparciu o różne standardy i programy, takie jak:

### Certyfikacja GEDNAP
GEDNAP (ang. German DNA Profiling Group) to najważniejszy i uznawany w większości krajów świata system międzynarodowej certyfikacji badań genetycznych. Uzyskanie przez laboratorium certyfikatu GEDNAP jest potwierdzeniem najwyższej jakości i biegłości w wykonywanych badaniach. Certyfikaty wydawane są w kilku kategoriach badań takich jak:

#### Analiza układów STR genomowego DNA
Testy laboratorium obejmują badanie somatycznych układów STR genomowego DNA (gDNA), chromosomu Y oraz chromosomu X. Laboratorium chcące otrzymać certyfikat, otrzymuje szereg zakodowanych śladów biologicznych (np. plam krwi na płótnie lnianym, poślinione znaczki pocztowe, niedopałki papierosów itp.), które analizowane są następnie standardowymi zestawami do tego typu badań, a uzyskane wyniki w postaci profili genetycznych odsyłane do Katedry Medycyny Sądowej w Niemczech, gdzie są rozkodowywane i oceniane przez specjalistów prowadzących certyfikację GEDNAP. Większość liczących się laboratoriów przystępuje do certyfikacji w tym zakresie badań i otrzymuje certyfikat GEDNAP w kategorii analizy układów STR,

#### Analiza sekwencyjnamitochondrialnego DNA
Testy laboratorium obejmują badanie polimorfizmów mitochondrialnego DNA (mtDNA). Podobnie jak w przypadku badań układów STR, laboratorium otrzymuje szereg zakodowanych śladów biologicznych, a uzyskane profile odsyłane są do jednostki certyfikującej GEDNAP. Ze względu na znacznie wyższe wymagania technologiczne oraz trudność tej analizy, jedynie nieliczne laboratoria przystępują do certyfikacji w zakresie badań mtDNA, niemniej uzyskane przez nie certyfikaty GEDNAP w kategorii analizy mtDNA, świadczą o większej biegłości i wyższym poziomie zaawansowania technologicznego w badaniach genetycznych względem laboratoriów, które otrzymały wyłącznie certyfikaty w zakresie analizy układów STR,

#### Analiza biochemiczna
Certyfikaty w tej kategorii świadczą o biegłości w badaniach biochemicznych, w tym identyfikacji śliny, spermy oraz krwi,

#### Analiza Biostatystyczna
Certyfikaty w tej kategorii świadczą o biegłości w prowadzeniu analiz statystycznych, w tym obliczeń dotyczących oceny prawdopodobieństwa ojcostwa,

### Pozostałe systemy certyfikacji

#### Program PTMSiK
Program Komisji ds. Badań Genetycznych Polskiego Towarzystwa Medycyny Sądowej i Kryminalistyki obejmuje certyfikację podobną do systemu GEDNAP, niemniej rzadko wykonywaną w laboratoriach, w których prowadzi się międzynarodową certyfikację GEDNAP. Do zadań wymienionej komisji należą ponadto: standaryzacja wyników, ocena ich wartości oraz ocena ryzyka błędu,

#### Programy EDNAP
Do zadań EDNAP (ang. European DNA Profiling Group) należy porządkowanie technologii badań DNA dla celów sądowych i kryminalistycznych,

#### Programy NIST
Do zadań NIST (ant. National Institute of Standards and Technology) należy między innymi porządkowanie standardów molekularnych w medycynie sądowej, w tym certyfikacja różnych technologii badań pokrewieństwa,

#### Systemy ISO
Programy ISO (ang. International Organization for Standardization) stanowią marker jakości pracy laboratorium w rozumieniu ogólnym. Certyfikaty ISO zwykle nie dotyczą oceny biegłości wykonywanych badań, ale jakości pracy w kontekście stosowanych procedur w tym obsługi klienta,

#### Systemy PCA
Polskie Centrum Akredytacji (PCA) jest polską jednostką akredytującą, nadzorowaną przez Ministerstwo Gospodarki. Programy PCA są zbieżne z międzynarodowym systemem akredytacji ISO,

#### Systemy CMKP
Centrum Medyczne Kształcenia Podyplomowego w Warszawie (CMKP) prowadzi również specjalne systemy akredytacji laboratoriów oraz programy podnoszenia kwalifikacji zawodowych laborantów, w tym związanych z medycyną sądową.

### Instytucje związane ze standaryzacją badań ojcostwa
- Międzynarodowe Towarzystwo Genetyki Sądowej – IFSG[28],
- Polskie Towarzystwo Medycyny Sądowej i Kryminalistyki[29]
- Polskie Towarzystwo Kryminalistyczne[30],
- GEDNAP (ang. German DNA Profiling Group) – system międzynarodowej certyfikacji badań genetycznych (układy STR, mtDNA, biochemia mikrośladów, biostatystyka[31],
- EDNAP (ang. European DNA Profiling Group) – organizacja zajmująca się porządkowaniem technologii badań DNA dla celów sądowych i kryminalistycznych[32],
- STANDAP (ang. Standardization of DNA Profiling Techniques in the European Union)[33],